# Bernhard Gauster
Bernhard Gauster (* 16. August 1953 in Weiz, Steiermark; † 27. September 1993 ebenda) war ein österreichischer Politiker der Freiheitlichen Partei Österreichs (FPÖ).

## Ausbildung und politische Funktionen
Nach dem Besuch der Pflichtschulen ging er an eine Berufsschule für Fotografen und an eine Gendarmerieschule. Im Jahr 1981 wurde er Revierinspektor bei der Bundesgendarmerie.

## Politische Funktionen
- Mitglied des Ortsparteivorstandes der FPÖ Kindberg
- Mitglied der Bezirksparteileitung der FPÖ Mürzzuschlag
- Mitglied der Landesparteileitung der FPÖ Steiermark und der Bundesparteileitung der FPÖ

## Politische Mandate
- 18. Oktober 1991 bis 30. April 1993: Mitglied des Bundesrates (XVIII. Gesetzgebungsperiode), FPÖ